# Trier (släkt)
Trier är en dansk judisk släkt, som härstammar från Ruben Seligmann Salomon Trier (1736–1794), som kom till Köpenhamn och där tog namn efter sin födelsestad, Trier. 
År 1766 vann Ruben Seligmann Salomon Trier burskap som köpman och drev senare ljusstöperi. Av hans söner kan nämnas grosshandlaren Salomon Seligmann Trier (1768–1836), grosshandlaren Meyer Seligmann Trier (1770–1837), grosshandlaren Moses Seligmann Trier (1772–1860) och grosshandlaren Levin Seligmann Trier (1774–1823). Den äldste av dessa bröder hade en stor barnaskara, av vilken endast den döpte grosshandlaren Jacob Steffen Trier (1799–1886) efterlämnade avkomma. Hans son folkhögskoleförståndaren Ernst Trier blev far till landskapsmålaren Troels Trier (1879–1962), som första gången utställde på Charlottenborg 1905. Den näst äldste av de nämnda bröderna var far till läkaren, etatsråd Seligmann M. Trier, vars söner var läkaren, professor Frederik Trier och cand. phil. Julius Ludvig Trier (1837–1911), som hela sitt liv verkade som lärare utan någon som helst ersättning, bland annat i förenade välgörenhetssällskapets gosskola, vidare till apotekaren Salomon M. Trier och till grosshandlaren Adolph Trier, som var far till politikern Herman Trier. Sistnämndes son författaren, cand. mag. Sigurd Trier (1876–1920), som levde i Rom som fransklärare, ägnade sig bland annat åt spiritism och Napoleonstudier. Ovannämnde professor Frederik Trier blev far till historikern, dr. phil. Carl Aage Trier (1871–1929) och till Folketingsmannen, direktören för Arbejds- og Fabriktilsynet, cand. mag. Svend Trier (1877–1931). Åtskilliga släktmedlemmar har spelat en betydande roll i dansk handel.

## Andra bemärkta medlemmar av släkten
- Dea Trier Mørch
- Ibi Trier Mørch
- Joachim Trier
- Lars Trier (född 1949)
- Lars von Trier
- Troels Trier (född 1940)